# 何為霖
何為霖（16世紀—1645年），字商說，南直隸松江府上海縣人，明朝、南明軍事人物。

## 生平
何為霖是萬曆三十一年（1603年）的武舉人，次年（1604年）聯捷武進士，任職南京鎮撫；弘光年間南京失陷後與李金祿、彭性述、徐樞、丁有琢、王國啟、睦明黻、沈率祖、陳文章、梅春等人殉難，其妻子葉氏自縊而死。

## 引用
1. 1 2  錢海岳《南明史·卷三十九·列傳第十五》：時武弁南京後殉難者，有李金祿、彭性述、徐樞、丁有琢、王國啟、睦明黻、沈率祖、陳文章、何為霖、梅春云。……為霖，字商說，上海人。萬曆三十二年武進士。南京鎮撫，不屈死。妻葉經死。
2. ↑  同治《上海縣志·卷十六·選舉表下》：（萬曆）三十一年癸卯科（武舉人）……何為霖 見進士……三十二年甲辰科（武進士） 何為霖 華亭學，有傳
3. ↑  民國《江蘇省通志稿·人物志·第五十九卷·忠節三》：何為霖，字商說，上海人。萬曆三十二年武進士，官南京鎮撫。國變後殉難。
4. ↑  同治《上海縣志·卷十九·人物二》：何為霖，字商說，萬厯三十二年武進士，官南京鎮撫，國變後殉難。